# آمیگا ۶۰۰
آمیگا ۶۰۰ (به انگلیسی: Amiga 600) یا به اختصار A600 یک رایانه خانگی است که در مارس ۱۹۹۲ و در نمایشگاه سبیت معرفی شد. آمیگا ۶۰۰ آخرین مدل از خانواده آمیگا بود که توسط کمودور و بر اساس ریزپردازنده موتورولا ۶۸۰۰۰ و چیپست «ایی سی اس» ساخته شد. در واقع این مدل یک آمیگا ۵۰۰ پلاس بهبود یافته بود که طراحی دوباره‌ای بر روی آن شده بود و امکان اضافه کردن گرداننده دیسک سخت داخلی را نیز داشت. نکته قابل توجه این مدل، اندازه کوچک این رایانه است. با توجه به فقدان صفحه کلید عددی، آمیگا ۶۰۰ تنها مقدار کمی از صفحه کلید استاندارد «پی سی» بزرگتر است. (۱۴ اینچ طول، ۹٫۵ اینچ عرض و ۳ اینچ ارتفاع با وزن ۶ پوند). این رایانه به همراه سیستم عامل آمیگااواس ۲٫۰ که از نظر رابط کاربری بسیار بهتر از نسخه‌های قبلی شده بود، عرضه گردید.
آمیگا ۶۰۰ مانند آمیگا ۵۰۰ قشر کم درآمد بازار را هدف قرار داده بود، در حالی که در همان زمان آمیگا ۳۰۰۰ با قیمت بالاتر و سیستم قدرتمندتر در بازار جایگاه ویژه‌ای داشت. هدف شرکت کمودور احیاء مجدد خط تولید و ادامه موفقیت فروش مدل آمیگا ۵۰۰ در بازارهای جهانی و قبل از عرضه محصول ۳۲ بیت خود (آمیگا ۱۲۰۰) بود. بر طبق گفته‌های Dave Haynie (یکی از قدیمترین سر مهندسان شرکت کمودور) قرار بود هزینه تولید آمیگا ۶۰۰ حدود ۵۰ الی ۶۰ دلار آمریکا ارزانتر از آمیگا ۵۰۰ باشد، اما در نهایت محصول نهایی گرانتر از آمیگا ۵۰۰ شد. طبق مستندات، آمیگا ۶۰۰ در ابتدا با عنوان آمیگا ۳۰۰ قرار بود نامگذاری شود و به عنوان یکی از رقیبان آمیگا ۵۰۰ پلاس در بازار عرضه شود، اما هزینه‌های این محصول در نهایت موجب شد تا آمیگا ۶۰۰ به عنوان جانشین آمیگا ۵۰۰ پلاس وارد بازار شود. در مدل‌های اولیه این رایانه، عنوان آمیگا ۳۰۰ بر روی بعضی مادربوردها و منبع‌های تغذیه وجود دارد.
«دیوید پلیزانس» مدیر عامل بخش بریتانیای شرکت کمودور آن را یک محصول تمام عیار می‌داند. در مقایسه با مدل محبوب آمیگا ۵۰۰، این مدل کاملاً غیرقابل توسعه و گسترش بود و با وجود اینکه «سی پی یو» این سیستم هیچ تفاوتی با آمیگا ۵۰۰ نداشت، باز هم گرانتر از آن بود. همچنین فقدان بخش «صحه کلید عددی» بر روی آمیگا ۶۰۰ باعث شده بود تعدادی از نرم‌افزارهای موجود (مانند شبیه‌ساز پرواز) بدون وجود صفحه کلید عددی مجازی قابل اجرا نباشند.
یک مدل از رایانه آمیگا ۶۰۰ با نام «آمیگا ۶۰۰ اچ دی» به همراه یک گرداننده دیسک سخت داخلی ATA به ظرفیت ۲۰ یا ۴۰ مگابایت نیز وجود داشت. این مدل به عنوان نسخه «علمی تر» رایانه خانگی معرفی شد و به دلیل دامنه وسیع بازی‌ها و قیمت دو برابری این مدل نسبت به آمیگا ۶۰۰ معمولی، مورد توجه قرار گرفت. با این حال دیسک سخت این مدل دارای مشکلاتی نیز بود. حافظه کنترل‌کننده دیسک سخت آمیگا 600HD مانع از اجرای بعضی نرم‌افزارهای موجود، بدون غیرفعال کردن دیسک سخت می‌شد. بعدها آمیگا 600HD بدون وجود دیسک سخت داخلی و در باندل خاصی با نام «وحشی، عجیب و شرور» در بازار به فروش رسید در حالیکه دیسک سخت داخلی آن حذف شده بود و تنها جای آن در داخل دستگاه باقی مانده بود، ضمن اینکه تمامی این مدل‌ها دارای حافظه رام نسخه ۳۷٫۳۵۰ بودند.
آمیگا ۶۰۰ اولین مدلی بود که در بریتانیا تولید شد. کارخانه تولیدی آن در شهر «ایروین» اسکاتلند قرار داشت که بعد از مدتی مدل‌های تولیدی در هنگ کنگ ساخته شدند. همچنین تعدادی از آمیگا ۶۰۰ها در کشور فیلیپین تولید شدند. شماره سریال اولین دستگاه تولید شده آمیگا ۶۰۰ (شماره سریال ۱) به عنوان نماد این بخش، در دفتر مدیر عامل شعبه بریتانیا شرکت کمودور قرار داشت.
تکنولوژی چاپ فشرده قطعات سخت‌افزاری آمیگا ۶۰۰ باعث افت مشکلات سخت‌افزاری نسبت به آمیگا ۵۰۰ بود (از ۸٫۲۵٪ برای آمیگا ۵۰۰ کاهش به ۰٫۷۸٪ در آمیگا ۶۰۰)

## اطلاعات فنی

### پردازنده و حافظه رَم
آمیگا ۶۰۰ با «سی پی یو» موتورولا ۶۸۰۰۰ در سرعت ۷٫۰۹ مگاهرتز (پال) یا ۷٫۱۶ مگاهرتز (ان تی اس سی) و یک مگابایت حافظه «چیپ رَم» با زمان دستیابی ۸۰ نانوثانیه، به بازارهای جهانی عرضه شد.
طراحی این مدل به گونه‌ای بود که قطعات به‌طور فشرده بر روی سیستم قرار داشت، به همین دلیل ریزپردازنده موتورولا ۶۸۰۰۰ با لحیم کاری بر روی مادربورد نصب شده بود و امکان ارتقاء سخت‌افزاری عادی سی پی یو از این مدل سلب شده بود. تنها راه ارتقاء سی پی یو اتصال یک کانکتور در بالای سی پی یو بود که به زور، کنترل باس سیستم را در اختیار بگیرد. این روش باعث بروز مشکلات و بی‌ثباتی در بعضی مادربوردها شده بود. این قبیل ارتقاءهای سخت‌افزاری برای آمیگا ۶۰۰ در آن زمان کاملاً غیر متعارف و غیر مشهور بود.
حافظه رَم این دستگاه تا حداکثر ۲ مگابایت به صورت «چیپ رم» و با استفاده از شیار توسعه دریچه‌ای قابل ارتقاء است. حداکثر ۴ مگابایت حافظه «سریع» نیز با استفاده از کارت SRAM مناسب و در شیار «پی س کارت» قابل نصب است که در مجموع ۶ مگابایت برای این سیستم در نظر گرفته شده‌است. البته حافظه «رم سریع» غیررسمی بیشتری نیز می‌تواند اضافه شود، برای مثال برد A608 حداکثر ۸ مگابایت حافظه رم را به وسیله کانکتور متصل به سی پی یو اورجینال، فراهم می‌کند. البته با ارتقاء سخت‌افزاری سی پی یو این ظرفیت به ۶۴ مگابایت هم می‌رسد.

### گرافیک و صدا
آمیگا ۶۰۰ آخرین مدل از خانواده آمیگا می‌باشد که از چیپست «ایی سی اس» با توانایی آدرس دهی ۲ مگابایت حافظه رم و پشتیبانی از حالت‌های گرافیکی با رزولوشن بالاتر استفاده می‌کند. با استفاده از تراشه ویدئویی «سوپر آگنس»، این سیستم توانایی پخش حالت‌های مختلف گرافیکی از ۳۲۰×۲۰۰ پیکسل الی ۱۲۸۰×۵۱۲ را دارد. مانند چیپست اورجینال آمیگا، این سیستم نیز توانایی پخش همزمان حداکثر ۳۲ رنگ (از یک پلت ۱۲ بیت با مجموع ۴۰۹۶ رنگ) را در رزولوشن‌های پایین دارد. در حالت گرافیکی HAM امکان نمایش همزمان ۶۴ رنگ بر روی صفحه نمایش با استفاده از تکنیک کم نور کردن درخشندگی پلت رنگ وجود دارد.
صدا در مدل آمیگا ۶۰۰ نسبت به مدل‌های قبلی تغییری نکرده‌است، ۴ کانال ۸ بیتی به صورت استریو (دو کانال برای بلندگو سمت چپ و دو کانال برای سمت راست) همچنان برای این سیستم وجود دارد.

### درگاه‌های گسترش و لوازم جانبی
آمیگا ۶۰۰ دارای کانکتورهای سازگار با سری آمیگا می‌باشد. این کانکتورها شامل دو درگاه DB9M برای جوی استیک، ماوس یا قلم نوری، یک درگاه ۲۵ پین استاندارد RS-232 و یک درگاه موازی ۲۶ پین می‌باشند. به دلیل وجود این درگاه‌های سازگار، آمیگا ۶۰۰ با بسیاری از لوازم جانبی و ملحقات مربوط به آمیگاهای قبلی از جمله رابط کاربری میدی، نمونه‌های صوتی و دیجیتایزرهای ویدئویی، سازگاری کامل دارد.
درگاه‌های توسعه جدید به کار رفته در این مدل عبارت بودند از شیار کارت پی سی PCMCIA Type II و یک رابط کاربری داخلی ۴۴ پین ATA که هر دوی این درگاه‌ها بر روی رایانه‌های لپ‌تاپ نیز وجود دارند. هر دوی این شیارها توسط تراشه جدید آمیگا ۶۰۰ با نام «گایل» کنترل می‌شوند (این تراشه وظیفه کنترل ورودی‌ها/خروجی‌های سیستم را دارد و جایگزین تراشه Gary در آمیگا ۵۰۰ و ۲۰۰۰ شده بود). آمیگا ۶۰۰ همچنین دارای یک محل برای اضافه کردن دیسک سخت ۲٫۵ اینچی داخلی درون کیس رایانه می‌باشد.
آمیگا ۶۰۰ اولین مدل از دو آمیگایی بود که از رابط کاربری جدید PCMCIA Type II استفاده نمود. این کانکتور به سیستم اجازه استفاده از بسیاری ملحقات و لوازم جانبی مربوط به لپ‌تاپ‌های موجود در بازار را می‌دهد که البته تنها کارت‌های ۱۶ بیتی PCMCIA از نظر سخت‌افزاری سازگاری دارند و کارت‌های ۳۲ بیتی این توانایی را ندارند. به دلیل اینکه آمیگا ۶۰۰ برای سازگاری با درگاه‌های مدل‌های قبلی طراحی شده بود، با این شیار جدید مشکلاتی هم داشت و این شیار به‌طور کامل از کارت PCMCIA Type II دستور پذیری نداشت. تعدادی از شرکت‌های «طرف سوم» برای این کانکتور جدید اقدام به تولید و ساخت لوازم جانبی نمودند از جمله: کارت‌های SRAM، کنترل‌کننده‌های سی دی-رام، کنترلرهای SCSI، کارت‌های شبکه و دیجیتایزرهای ویدئویی. با وجود اینکه PCMCIA از نظر ساختار طراحی بسیار شبیه به سیستم‌های قبلی آمیگا می‌باشد، ولی این تکنولوژی در آن زمان و هنگام عرضه، بسیار ناشناخته بود و دلیل آن هزینه‌های سنگین ملحقات PCMCIA برای کاربران رایانه‌های خانگی بود. بعد از مدتی تعدادی از لوازم جانبی سازگار با لپ‌تاپ برای آمیگا ۶۰۰ ساخته شد که شامل کارت‌های سیم دار و بی‌سیم شبکه، مودم‌های سریال و آداپتورهای «کامپکت فلش» بودند.

### سیستم عامل
آمیگا ۶۰۰ همراه با سیستم عامل آمیگااواس ۲٫۰ (شامل رابط گرافیکی «ورک بنچ ۲٫۰» و یک چیپ رم «کیک استارت» با شماره ۳۷٫۲۹۹، ۳۷٫۳۰۰ یا ۳۷٫۳۵۰) عرضه شد. نکته‌ای که در مورد این نسخه‌های مختلف رام کیک استارت وجود دارد این است که آن‌ها به‌طور رسمی توسط کمودور و بر اساس نسخه ۲٫۰۵ طراحی شده بودند. مدل‌های اولیه اصلاح شده آمیگا ۶۰۰ همراه با کیک استارت ۳۷٫۲۹۹ عرضه شد در حالی که قادر به پشتیبانی از کنترلرهای داخلی ATA یا رابط کاربری داخلی PCMCIA نبودند. هرچند امکان بارگذاری درایورهای مورد نیاز از طریق فلاپی دیسک وجود داشت، اما به هیچ عنوان امکان بوت شدن مستقیم سیستم توسط دستگاه‌های ATA یا PCMCIA را نمی‌داد. البته نسخه‌های بعدی کیک استارت با شماره‌های ۳۷٫۳۰۰ یا ۳۷٫۳۵۰ قابلیت بوت کردن سیستم از طریق آن دستگاه‌ها را داشتند. یک اشکال نرم‌افزاری در کیک استارت ۳۷٫۳۰۰ وجود داشت که باعث می‌شد حداکثر ۴۰ مگابایت ظرفیت دیسک سخت از طرف آمیگا ۶۰۰ پشتیبانی شود، اما در کیک استارت نسخه ۳۷٫۳۵۰ این مشکل رفع و پشتیبانی از ۴ گیگابایت ظرفیت دیسک سخت برای سیستم پیش‌بینی شده بود.
بعد از مدتی امکان خرید ارتقاء «ورک بنچ» ۲٫۱ که در واقع نوعی بومی ستیزی این سیستم عامل بودُ برای کاربران فراهم آمد. این نسخه جدید شامل زبان‌های مختلف و درایور مخصوص جهت خواندن و نوشتن دیسک‌های رایانه‌های مبتنی بر داس با فورمت FAT بود. این درایورها «کراس داس» نامیده می‌شد و امکان خواندن و نوشتن فلاپی دسک و دیسک سخت را فراهم می‌کرد. این ارتقاء فقط در همین حد باقی ماند و هرگز «کیک استارت» های حافظه رام نسخه ۲٫۱ هرگز منتشر نشد.
در پی انتشار نسخه جدید سیستم عامل آمیگا (آمیگااواس ۳٫۱)، رایانه آمیگا ۶۰۰ هم توانایی ارتقاء به این نسخه را با نصب حافظه رام «کیک استارت» اصلاح شده شماره ۴۰ دارا بود.

### مشخصات
| ویژگی                   | مشخصات |
| ----------------------- | --- |
| واحد پردازش مرکزی       | موتورولا ۶۸۰۰۰ (۷٫۱۶ مگاهرتز ان‌تی‌اس‌سی، ۷٫۰۹ مگاهرتز پال) |
| حافظه رَم                | ۱ مگابایت به صورت «حافظه چیپ رم» با سرعت دسترسی ۸۰ نانوثانیه، قابل ارتقاء به وسیله اضافه کردن «شیار توسعه دریچه‌ای» قابل ارتقاء به ۴ مگابایت از طریق شیار PCMCIA قابل ارتقاء به ۶۴ مگابایت به صورت کارت‌های توسعه غیررسمی و ۶۴/۱۲۸ مگابایت از طریق Majsta Vampire/v2 600        |
| حافظه رام               | ۵۱۲ کیلوبایت حافظه رام «کیک استارت» یا ۱ مگابایت از طریق کارت‌های توسعه غیررسمی |
| چیپ ست                  | «ایی سی اس» (Enhanced Chip Set) |

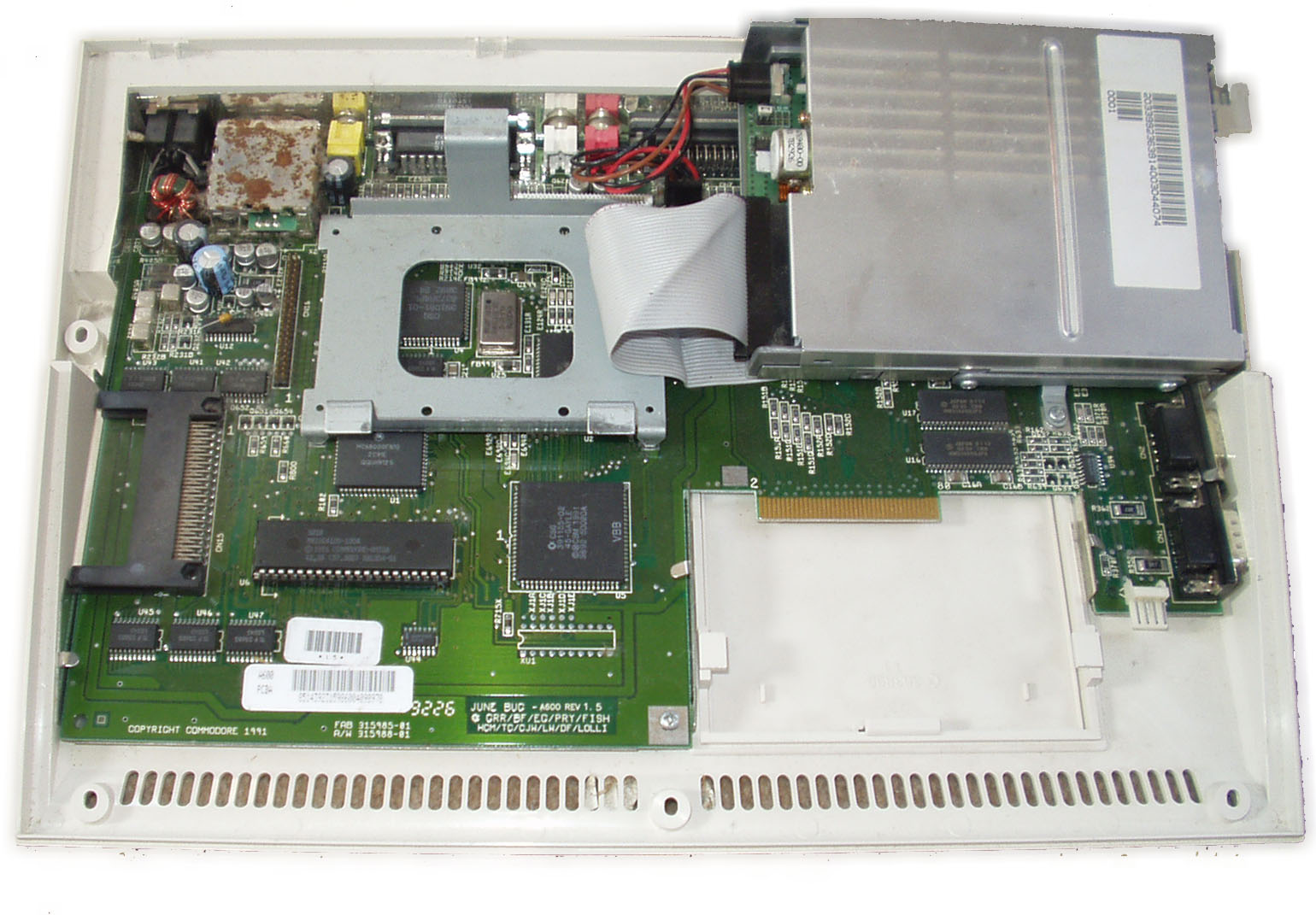
کیس باز شده آمیگا ۶۰۰ و نمایش مادربورد و فلاپی دیسک سیستم

| ویدئو                   | پلت رنگ ۱۲ بیتی (۴۰۹۶ رنگ) حالت‌های گرافیکی: - ۳۲۰×۲۰۰ به ۳۲۰×۵۱۲i با توانایی نمایش ۳۲، ۶۴ رنگ (حالت تصویری EHB) یا ۴۰۹۶ رنگ (HAM) همزمان در صفحه نمایش - ۶۴۰×۲۰۰ به ۶۴۰×۵۱۲i با توانایی نمایش ۱۶ رنگ همزمان - ۱۲۸۰×۲۰۰ به ۱۲۸۰×۵۱۲i و ۶۴۰×۴۸۰ p (وی‌جی‌ای) با ۴ رنگ بر روی صفحه |
| صدا                     | ۴ کانال ۸ بیت PCM (دو کانال استریو) ۲۸ کیلوهرتز حداکثر سمپل ریت (۵۶ کیلوهرتز در حالت «ایی سی اس») ۷۰ dB نسبت سیگنال به نویز |
| فضای ذخیره‌سازی داخلی    | گرداننده دیسک سخت ۲٫۵ اینچ با ظرفیت ۲۰ یا ۴۰ مگابایت (فقط در مدل آمیگا ۶۰۰ اج دی) |
| حافظه ذخیره‌سازی جداشدنی | گرداننده فلاپی دیسک ۳٫۵ اینچ (با ظرفیت ۸۸۰ کیلوبایت) |
| درگاه‌های صدا/تصویر      | خروجی آنالوگ آرجی‌بی ویدئو (DB-23M) خروجی ویدئوی کامپوزیت (رابط آرسی‌ای) خروجی صدا/تصویر تلویزیون (رابط آرسی‌ای) ۲ خروجی صوت (رابط آرسی‌ای) |
| درگاه‌های ورودی/خروجی    | درگاه صفحه کلید (رابط ۵ پین DIN) دو عدد درگاه ورودی ماوس و جوی استیک (DE9) درگاه سریال RS-232 درگاه موازی (DB-25F) درگاه گرداننده فلاپی دیسک (DB-23F) کنترلر داخلی ۴۴ پین ATA شیار ۱۶ بیت کارت PCMCIA Type II                                                                 |
| شیارهای توسعه           | شیار توسعه ۸۰ پین جهت ارتقاء ۱ مگابایت حافظه رم |
| سیستم عامل              | آمیگااواس ۲٫۰ (کیک‌استارت ۲٫۰۵ و رابط کاربری گرافیکی «ورک بنچ» ۲٫۰۵) |
| ابعاد فیزیکی دستگاه     | ۳۵۰ × ۲۴۰ ×۷۵ میلی‌متر (عرض، پهنا، ارتفاع) |
| متفرقه                  | صفحه کلید فشرده با ۷۸ کلید (بدون کلیدهای عددی) |

## همسنگ‌های انگلیسی
1. ↑  ECS chipset
2. ↑  IBM PC keyboard
3. ↑  David Pleasance
4. ↑  600HD
5. ↑  bundle
6. ↑  Wild, Weird and Wicked
7. ↑  Irvine
8. ↑  Amiga Chip RAM
9. ↑  expansion slot
10. ↑  Static random-access memory
11. ↑  PC Card
12. ↑  Super Agnus
13. ↑  Hold-And-Modify
14. ↑  Gayle
15. ↑  third-party developers
16. ↑  CompactFlash
17. ↑  Workbench 2.0
18. ↑  Kickstart
19. ↑  CrossDOS
20. ↑  VGA